# Supply-side platform
Supply-side platform (SSP) – system, który umożliwia sprzedaż powierzchni reklamowej w modelu real-time bidding. Przy pomocy SSP wydawcy mogą oferować odsłony na giełdach reklamowych (ang. ad exchange) i w ten sposób automatyzować proces sprzedaży.